# Paraxena
Paraxena is een geslacht van vlinders van de familie spinneruilen (Erebidae), uit de onderfamilie Lymantriinae.

## Soorten
- P. angola Bethune-Baker, 1911
- P. drepanoides Collenette, 1930
- P. esquamata Bethune-Baker, 1911